# Валсиращите
„Валсиращите“ (на френски: Les Valseuses) е френски филм от 1974 година, трагикомедия на режисьора Бертран Блие по негов сценарий в съавторство с Филип Думарсе, базиран на едноименния роман на Блие. Главните роли се изпълняват от Жерар Депардийо, Патрик Дьовер, Миу-Миу.

## Сюжет
В центъра на сюжета са двама дребни престъпници, игнориращи нормите на благоприличие, които попадат на апатична млада жена, старадаща от аноргазмия.

## В ролите
| Актьор          | Роля            |
| --------------- | --------------- |
| Жерар Депардийо | Жан-Клод        |
| Патрик Дьовер   | Пиеро           |
| Миу-Миу         | Мари-Анж        |
| Жана Моро       | Жана Пирол      |
| Жак Шайе        | Жак             |
| Брижит Фосе     | жената на влака |
| Изабел Юпер     | Жаклин          |
| Жерар Жюньо     | епизодик        |
| Мишел Пейрелон  | доктор          |